# NGC 3607
NGC 3607 è una galassia ellittica di tipo E-S0, si trova nella costellazione del Leone. La galassia ha un angolo di espansione di 4,9' x 2,5', una magnitudine apparente di 9.9 ed è stata scoperta il 14 marzo 1784 da William Herschel. È conosciuta anche come UGC 6297, MCG 3-29-20, ZWG 96,21 o PGC 34426.
Fa parte dell'omonimo gruppo di galassie che a sua volta è un componente dell'ammasso di galassie Gruppi di Leo II.

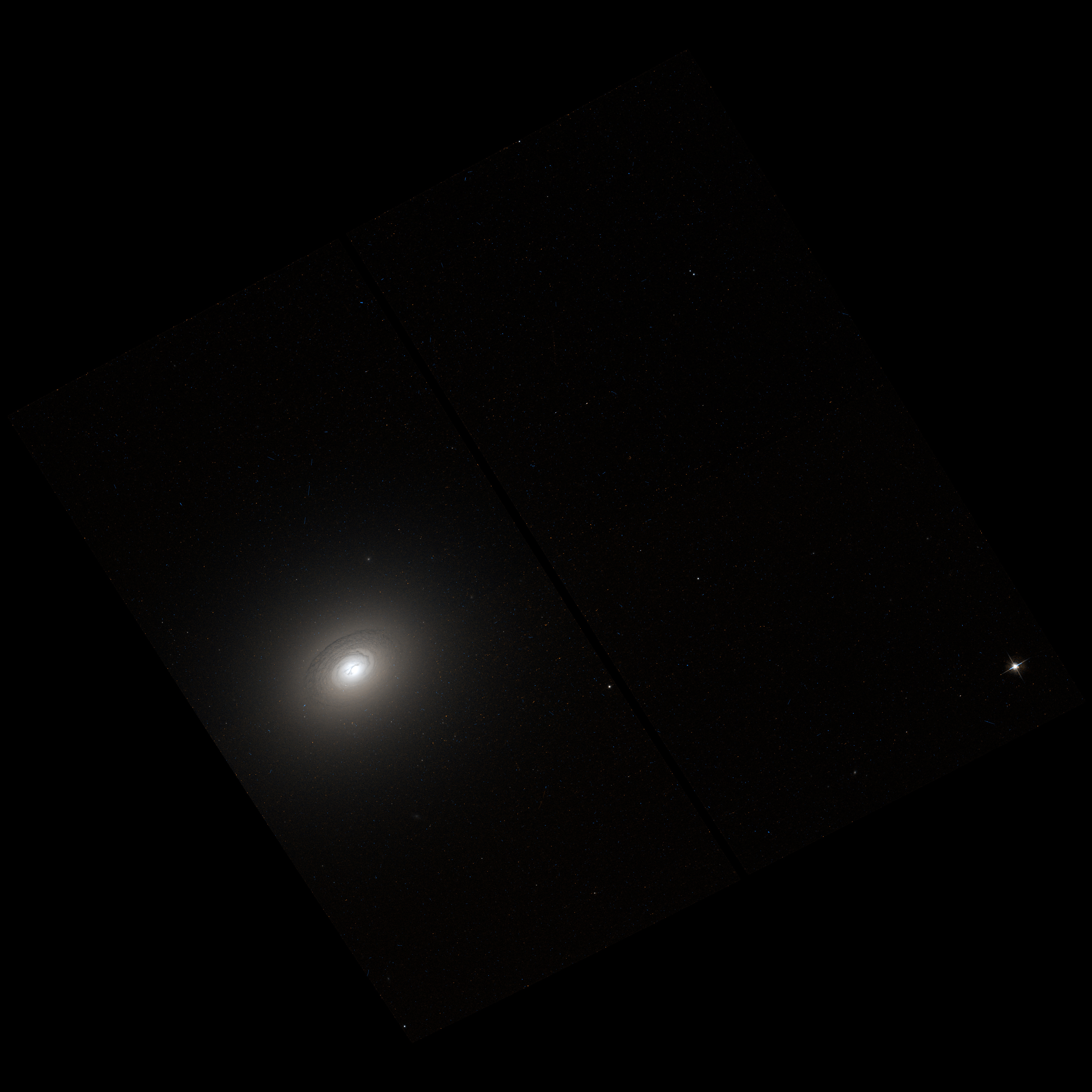
NGC 3607